# 小倉縣
小倉縣（日语：／ Kokura ken */?）是日本於1871年設立的行政區劃，管轄範圍包括過去明治維新前豐前國，相當於現在的福岡縣東部和大分縣北部；在1876年被併入福岡縣。

## 歷史
1871年日本實施廢藩置縣，小倉藩、千束藩、中津藩分別被改設為豐津縣、千束縣、中津縣；同年11月這三縣合併，加上原負責管轄九州西半部原幕府直屬領地的日田縣位於豐前的轄區，合併後的新縣縣廳設於企救郡小倉室町（位於現在的北九州市），因此「小倉」成為新縣的名稱。
1876年4月，小倉縣被併入福岡縣，同年8月，原屬小倉縣的下毛郡、宇佐郡被改劃入大分縣。

## 轄區
- 豐前國全境
  - 企救郡
  - 田川郡
  - 京都郡
  - 築城郡
  - 上毛郡
  - 下毛郡
  - 宇佐郡

## 歴任知事
| 職稱       | 姓名     | 上任日期               | 卸任日期       | 備註                         |
| ---------- | -------- | ---------------------- | -------------- | ---------------------------- |
| 參事       | 伊藤武重 | 1871年11月14日（舊曆） | 1873年2月10日  | 原佐賀藩藩士                 |
| 參事       | 小幡高政 | 1873年2月10日          | 1873年11月27日 | 前宇都宮縣參事、原山口藩藩士 |
| 權令       | 小幡高政 | 1873年11月27日         | 1876年3月28日  |                              |
| 參考資料： |          |                        |                |                              |